# Zagyvarékas
Zagyvarékas is een plaats (község) en gemeente in het Hongaarse comitaat Jász-Nagykun-Szolnok. Zagyvarékas telt 3761 inwoners (2002).